# Coprinellus flocculosus
Coprinellus flocculosus es una especie de hongo en la familia Psathyrellaceae. Fue inicialmente descrito en 1815 por el micólogo Augustin Pyramus de Candolle quien lo denominó Agaricus flocculosus; posteriormente fue transferido al género Coprinellus en 2001.